# Canton (Nova York)
Canton és una població dels Estats Units a l'estat de Nova York. Segons l'estimació de 2019, Canton tenia 6496 habitants